# Малінчизм
Малінчи́зм (ісп. malinchismo) або малінчист (ісп. malinchista) — це іспанський термін, що використовується переважно в Мексиці для позначення надмірного захоплення людьми, культурою, ідеями, поведінкою та способом життя США, Європи та інших іноземних країн порівняно з корінними жителями Мексики. Його описують як форму потягу, який людина з однієї культури розвиває до іншої, тобто іспанський термін на позначення культурного плазування. Малінчизм описують як комплекс етнічної неповноцінності або національну самоненависть.

## Походження
Термін походить від імені радниці Ернана Кортеса індіанки Малінче, та скеровує до глибоко вкоріненого мексиканського комплексу меншовартості та ненависті до себе за надання переваги усьому іноземному, аж до точки самознищення. Малінче використовують як символ за її допомогу іспанцям у винищенні індіанських способу життя, цінностей, норм і культури, та експлуатування індіанців.

## Використання
«Малінчизм» є лайливим ярликом, що висловлює зневагу до тих, кого приваблюють іноземні цінності, що їх вони вважають вищими, якіснішими та вартими наслідування. В Мексиці та інших країнах термін «малінчизм» або «малінчист» застосовують до всіх, хто почувається прихильно до чужих культур та занедбує чи ігнорує свою власну національну культуру. Також його використовують в політиці, наприклад, у Сальвадорі, де ліві політичні партії називають своїх опонентів «малінчистським правим кільцем». Міф про Малінче та сила цього почуття огиди перетнув мексиканський кордон, і «малінчизм» набув форми технічного, політичного терміна для позначення надавання переваги іноземним культурам.
Малінчизм також пов'язують із соціальним змальовуванням жінок як джерела зради та негідної поведінки. У образах мексиканської поп-культури цю тему розкривають, зображаючи Малінче водночас як зрадницею, так і зрадженою. У театральних виставах вона часом є жертвою конкістадорів, часом творцем своєї власної долі; майже завжди Малінче показують винною, у формі звинувачення жертви. Якщо вона й справді була змушена допомагати конкістадорам проти власної волі, то у провину ставили те, що не достатньо пручалась; якщо ж була свідомим учасником, то не лише сама спричинила собі негаразди, а й змусила всіх своїх людей та дітей страждати.
У мистецтві Малінче представляють як фігуру, що втілює вроджені зрадливість та вину жінок — яка використала власну сексуальність та в цьому зрадила своїх дітей. Навіть у танці присутня ця дихотомія. У La Malinche, балеті Хосе Лімона 1949 року, Малінче є спочатку жертвою, та потім набуває гордих аристократичних манер й у кінці, придавлена вагою власного ошатного вбрання, вона народжує дитину-метиса, що відштовхує її. В літературі Малінче порівнюють з Євою, спокусницею, що шляхом обману збиває чоловіків з вірної дороги.

## Дослідження
Стверджують, що споживачі вищого класу у Мексиці проявляють малінчизм тим, що надають перевагу американському імпорту, а не місцевим мексиканським маркам. Внаслідок цього, американські продукти продають здебільшого на ринку середнього класу, а їхні рекламні агенції загалом уникають робочий клас та сільську місцевість. Вони зосереджують свої зусилля на Мехіко та Ґвадалахарі, що споживають 70% американського імпорту.